# イノセンテ・カレーニョ
イノセンテ・カレーニョ（Inocente Carreño, 1919年12月28日 - 2016年6月29日）はベネズエラの作曲家。
マルガリータ島のポルラマル出身。9歳から音楽を学ぶ。1932年にカラカスに出てビセンテ・エミリオ・ソホに作曲を師事した。1946年より複数の音楽学校で教職につく。1970年にプルデンシオ・エッサー音楽学校を設立し、1989年からはホセ・アンヘル・ラマス高等音楽院の校長を務めた。
初期にはホローポ、メレンゲ、ワルツ、ルンバ、タンゴ、ボレロといった軽音楽を作曲していたが、やがて大規模なクラシック音楽を作曲するようになった。作品には交響的序曲、弦楽オーケストラのための組曲、『マルガリテーニャ』（1954）のような交響詩、室内楽曲、ギターのための組曲などがある。

## 文献
- (2001). Enciclopedia Océano de Venezuela. Editorial Océano,  Barcelona España. 941 pp. ISBN 84-494-1821-6
- Enciclopedia de la Música en Venezuela, Tomo I, pp.320-326.